# Langwedel (Holstein)
Langwedel település Németországban, Schleswig-Holstein tartományban. Lakosainak száma 1554 fő (2023. december 31.). Langwedel Groß Vollstedt és Warder községekkel határos.

## Népesség
A település népességének változása:
| Lakosok száma | 1340 | 1499 | 1544 | 1545 | 1569 | 1582 | 1554 |
|               | 1975 | 2014 | 2017 | 2019 | 2021 | 2022 | 2023 |